# Сиви елфи
Синдари или Сиви елфи е името на герои, група елфи, от творчеството на Толкин. Това име, Синдари, се отнася до всички елфи от племето на Телерите, които Нолдорите откриват в Белерианд след завръщането си. По-рано в историята на Аман техните родственици отплавали отвъд Великото море и не се върнали никога.